# 1212. grenadirski polk (Wehrmacht)
1212. grenadirski polk (izvirno nemško 1212. Grenadier-Regiment; kratica 1212. GR) je bil pehotni polk Heera v času druge svetovne vojne.

## Zgodovina
Polk je bil ustanovljen 8. oktobra 1944 kot sestavni del 189. pehotne divizije; uničen je bil januarja 1945 v Alzaciji.